# Dnjepr (Antwerpen)
De Dnjepr te Antwerpen is een tankgracht ten noorden van Antwerpen.
De gracht werd in 1943-1944 tijdens de Tweede Wereldoorlog tussen het Fort van Merksem en het Albertkanaal gegraven in opdracht van de Duitsers, als verdediging tegen de geallieerden. De naam is een schertsende verwijzing van de Antwerpse bevolking naar de rivier de Dnjepr in Rusland, Wit-Rusland en Oekraïne, waar de Duitse opmars aan het oostfront (Tweede Wereldoorlog) tot staan werd gebracht.
De Dnjepr te Antwerpen loopt op de grens van Merksem en Schoten, dus zuidelijker dan de Antitankgracht. De gracht werd met de schop gegraven door opgeëiste werklieden onder leiding, toezicht en gezag van de Duitse firma Baum und Bötchen. Die betaalde de werklieden tot even voor de bevrijding. De betrokkenen hebben hun laatste loon nog altijd te goed.
De Dnjepr te Antwerpen speelde een rol in de oorlog: de Duitsers hielden daar stand, zodat het gebied van Schoten ten noorden ervan pas een maand later bevrijd werd tijdens de Slag om de Schelde. De gracht is grotendeels gedelgd en vormt nu een natuurgebied met onder meer reeën en reigers. Op een deel ervan zijn verkavelingen gekomen, waarvan de huizen met stabiliteitsproblemen kampen.